# Circles
Circles – dziesiąty album studyjny amerykańskiego zespołu P.O.D. Został wydany 16 listopada 2018 roku.

## Lista utworów
1. Rockin' With The Best - 2:42
2. Always Southern California - 3:10
3. Circles - 3:27
4. Panic Attack - 3:02
5. On The Radio - 3:10
6. Fly Away - 3:10
7. Listening For The Silence - 3:51
8. Dreaming - 3:02
9. Domino - 3:29
10. Soundboy Killa - 4:06
11. Home - 4:01

## Twórcy
- Wuv Bernardo - perkusja
- Traa Daniels - gitara basowa
- Sonny Sandoval - śpiew
- Marcos Curiel - gitara